# Bernhard Tilg
Bernhard Tilg (* 1. September 1967 in Zams, Bundesland Tirol) ist ein österreichischer Wissenschaftler, Universitätsfunktionär und Politiker. Er war von 2008 bis 2021 als Landesrat in Tirol Mitglied der Landesregierung Platter I, II und III. 

## Biografie
Nach dem Schulbesuch in Landeck und Innsbruck studierte er Elektrotechnik in Graz, schloss dieses Studium 1991 als Diplomingenieur ab und wurde 1995 zum Doktor der Technischen Wissenschaften promoviert. Nach einem Forschungsaufenthalt an der University of California von 1998 bis 1999 wurde er 1999 zunächst Universitätsdozent an der Technischen Universität Graz. 2000 erhielt er den Start-Preis, den höchstdotierten Wissenschaftspreis Österreichs für Nachwuchsforscher unter 35 Jahren.
2002 wurde er zum Universitätsprofessor an die UMIT Tirol in Hall in Tirol berufen sowie wenig später zum Vizerektor ernannt. Zwischen 2004 und 2008 war er schließlich Rektor und Geschäftsführer der UMIT. Im Februar 2022 wurde er neuerlich zum Vizerektor für Forschung und strategische Entwicklung der UMIT bestellt. Im Oktober 2024 wurde bekannt, dass das Mandat von Tilg aufgrund des Rücktritts der Rektorin Ückert nach negativen Geschäftsergebnissen ende.
Bernhard Tilg ist der Bruder von Herbert Tilg.

## Politik
Am 1. Juli 2008 wurde Tilg, der Mitglied der Österreichischen Volkspartei (ÖVP) ist, von Landeshauptmann Günther Platter zum Landesrat in die Tiroler Landesregierung Platter I gewählt. In dieser Funktion legte er 2009 ein neues Landesrettungsgesetz vor.
Am 24. Mai 2013 wurde Tilg vom Tiroler Landtag ein weiteres Mal zum Landesrat in der Landesregierung Platter II gewählt.
Tilg war von 2008 bis 2015 Mitglied der Jungen Kurie der Österreichischen Akademie der Wissenschaften (ÖAW).

### Kritik
In seiner Funktion als Tiroler Gesundheitslandesrat in der Landesregierung Platter III stand Bernhard Tilg gemeinsam mit Franz Hörl (ÖVP) wegen der COVID-19-Pandemie massiv unter Kritik. Der Vorwurf lautete, den Betrieb der Skigebiete trotz der Gefahr einer Ausbreitung des SARS-CoV-2-Virus aus wirtschaftlichen Interessen nicht rechtzeitig gestoppt und entsprechende Maßnahmen ergriffen zu haben. Daher kam es laut Kritikern zu einer Ausbreitung von COVID-19 innerhalb der Skigebiete. Durch infizierte Gäste und Tourismusmitarbeiter gelangte das Virus in viele andere Länder Europas. Gesundheitslandesrat Tilg lehnte im Mai einen Rücktritt ab und behauptete, „alles richtig gemacht zu haben“.
Eine Untersuchungskommission unter dem Vorsitz des ehemaligen OGH-Vizepräsidenten Ronald Rohrer legte am 12. Oktober 2020 ihren Endbericht vor.
Anfang Mai 2021 gab er seinen Rücktritt als Landesrat der Landesregierung Platter III bekannt. Dieser steht im Zusammenhang mit der Vergabe eines Auftrags des Landes Tirol an das Unternehmen HG Pharma im Wert von 8 Millionen Euro, welche ohne Ausschreibung erfolgte. Dem Chef von HG Pharma, Ralf Herwig, wurde zudem ein Berufsverbot ausgesprochen, nachdem er wegen versuchter Steuerhinterziehung verurteilt worden war und ein Verfahren wegen mehrfacher Körperverletzung in seiner Tätigkeit als Urologe anhängig ist. Am 5. Mai 2021, gleichzeitig mit der Bekanntgabe von Tilgs Nachfolgerin Annette Leja als Landesrätin, kündigte Günther Platter an, auch den Vertrag mit HG Pharma aufzulösen.